# Ivan Meneghetti
Ivan Meneghetti (Agordo, 17 febbraio 1969) è un ex hockeista su ghiaccio italiano.

## Biografia
Proviene da una famiglia zoldana di hockeisti; anche altri sei fratelli sono stati infatti giocatori di hockey su ghiaccio: Luca, Omar, Tito, Boris, Igor e Sasha.
Se si eccettuano due stagioni con la maglia dell'Hockey Club Fiemme Cavalese, con cui ha esordito in seconda serie, ed i play-off 2001-2002 giocati con l'Alleghe HC, ha giocato per tutta la carriera con la maglia dello Zoldo, con cui ha disputato due stagioni in massima serie (1991-1992 e 1999-2000), cui si aggiunge la particolare stagione 1996-1997, e le altre in seconda.
Ha vestito la maglia delle nazionali giovanili, disputando due campionati europei Under-18 di Gruppo B ed altrettanti mondiali Under-20 di Gruppo C.